# Moorhead (Minnesota)
Moorhead è un comune degli Stati Uniti d'America, situato in Minnesota, nella contea di Clay, della quale è anche il capoluogo. 

## Storia
Moorhead è stata fondata nel 1871 da William G. Moorhead, un direttore della Norhtern Pacific Railway. La ferrovia diede lo stimolo per la crescita economica e demografica nell'area della città. Dal 1881 furono aggiunti acqua corrente, elettricità, sistema fognario, vigili del fuoco e polizia. In questo periodo la città assunse la reputazione di "Sin City", (città del peccato), con più di 100 bar aperti, benché fosse vietata la vendita di alcool. Oggi Moorhead è considerata un importante svincolo logistico.

## Geografia
Moorhead è situata nei pressi del Red River, nella Red River Valley. La terra nella zona Fargo-Moorhead è una delle più ricche al mondo per l'agricoltura. Questo perché sorge sul letto del Lago Agassiz, un lago glaciale ritiratosi tra i 9900 e gli 11000 anni fa.

### Clima
A causa della sua posizione nelle Grandi Pianure, Moorhead ha un clima continentale umido con estati tiepide e inverni rigidi con circa 135 cm di neve ogni anno(Classificazione dei climi di Köppen, Dfb).

### Censimento del 2020[3]

#### Moorhead, Minnesota - Classificazione Etnica
| Etnia                          | Numero | Percentuale |
| ------------------------------ | ------ | ----------- |
| Bianchi                        | 35,491 | 79.7%       |
| Neri o Afroamericani           | 2,950  | 6.6%        |
| Ispanici o Latinoamericani     | 2,378  | 5.3%        |
| Nativi Americani               | 854    | 1.9%        |
| Asiatici                       | 705    | 1.6%        |
| Altre etnie                    | 100    | 0.2%        |
| Americani Isolani del Pacifico | 14     | 0.0%        |
| Americani Misti/Multietnici    | 2.013  | 5.3%        |
| Totale                         | 44,505 | 100%        |

## Arte e Cultura
A Moorhead è presente la Rourke Art Gallery con il Rourke Art Museum. Un altro museo è il Hjemkomst Center. Il teatro più importante della città è il Bluestern Amphitheatre, un anfiteatro con 3000 posti a sedere. L'anfiteatro negli anni ha ospitato numerose band famose come Wilco, Goo Goo Dolls, The Beach Boys e Weezer.

## Istruzione
La città ha 4 istituti di istruzione superiore: il Concordia College, la Minnesota State University Moorhead, il Minnesota State Community & Technical College e la Rasmussen University. La somma degli iscritti a questi istituti è pari a circa 14000 studenti.
Istruzione di livello K-12 è garantita a tutti grazie al Moorhead School District, il quale conta più di 5000 studenti.

## Sanità
La Sanford Health Moorhead Clinic fornisce servizi sanitari alla zona di Moorhead e dintorni.

## Corpo amministrativo
Il consiglio comunale di Moorhead è costituito da un Mayor (sindaco), e da 8 membri del consiglio. La città è divisa in 4 reparti, ognuno gestito da 2 membri del consiglio. Sindaco e membri del consiglio costituiscono il corpo che ha potere legislativo sull'area cittadina.